# Gaspare Diziani

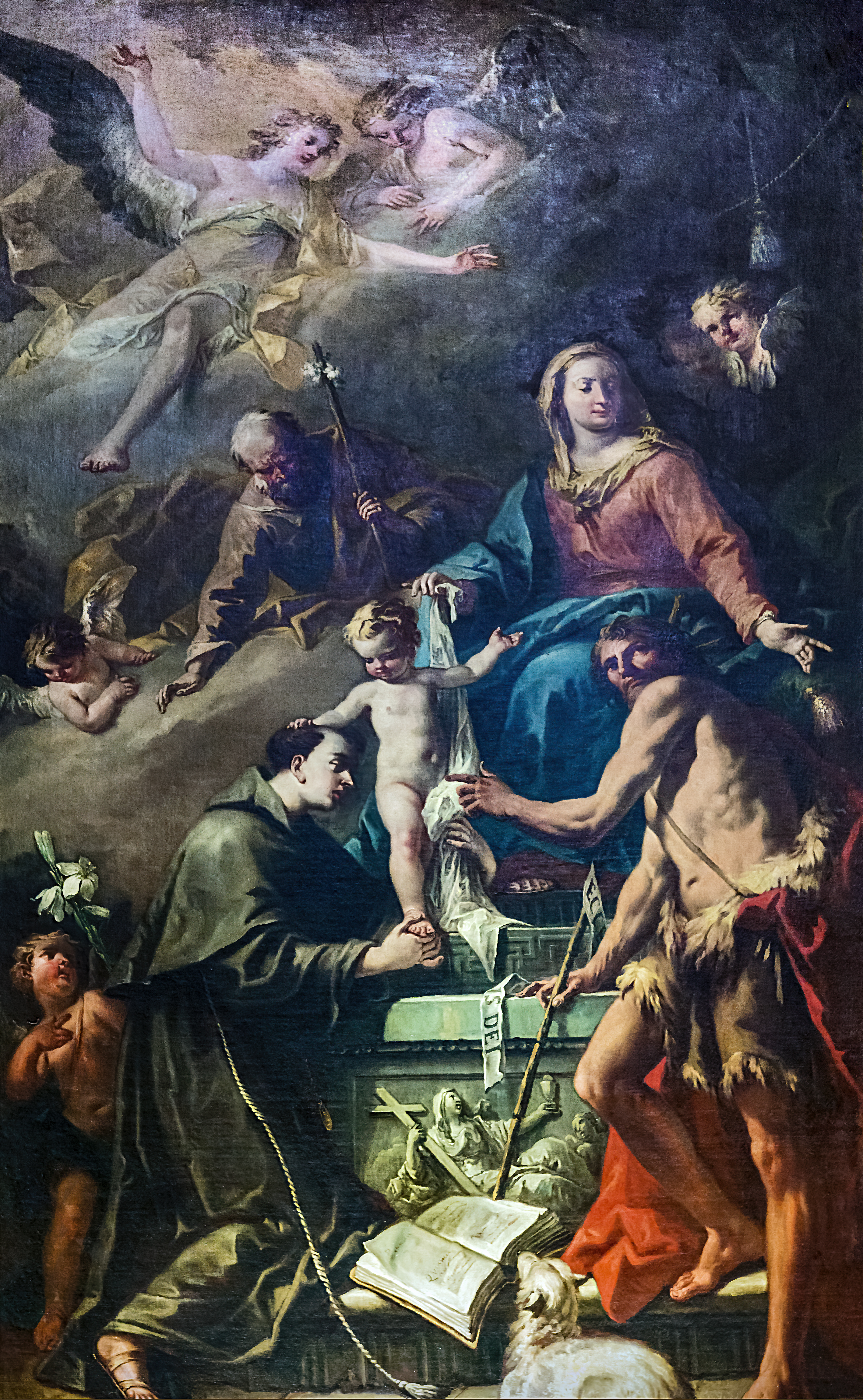
La vergine col Bambino 1755 Venedig

Gaspare Diziani, född 24 januari 1689 i Belluno, död 17 augusti 1767 i Venedig, var en italiensk konstnär.
Diziani var elev till Gregorio Lazzarini och fullföljde stiltraditionen från Sebastiano Ricci vilken han som tecknare stod mycket nära. Han tillhörde den grupp konstnärer som till utlandet spred den dekorativa venetianska konsten och var bland annat verksam i Rom, Tyskland och Ryssland. 1760 blev han president för Accademia di Pittura e Scultura i Venedig.